# Aragoa lucidula
Aragoa lucidula är en grobladsväxtart. Aragoa lucidula ingår i släktet Aragoa och familjen grobladsväxter.

## Underarter
Arten delas in i följande underarter:
- A. l. lanata
- A. l. lucidula